# Montaut (Pyrénées-Atlantiques)
Montaut is een gemeente in het Franse departement Pyrénées-Atlantiques (regio Nouvelle-Aquitaine). De plaats maakt deel uit van het arrondissement Pau. Montaut telde op 1 januari 2022 1.121 inwoners.

## Geografie
De oppervlakte van Montaut bedroeg op 1 januari 2022 15,41 vierkante kilometer; de bevolkingsdichtheid was toen 72,7 inwoners per km².

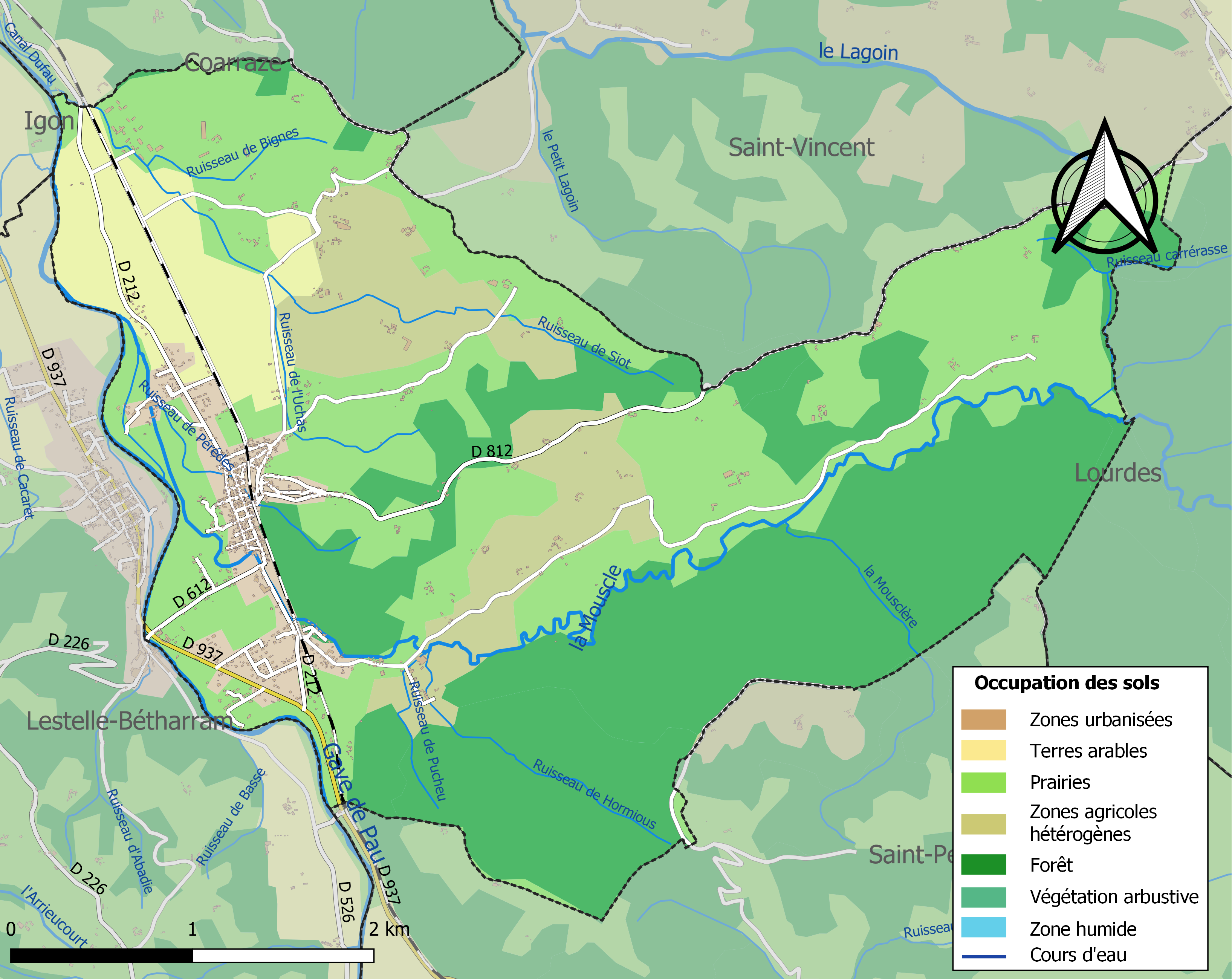
Kaart van de gemeente met belangrijkste infrastructuur, bodemgebruik en omliggende gemeenten

## Verkeer en vervoer
In de gemeente ligt de spoorweghalte Montaut - Bétharram.

## Demografie
Onderstaande figuur toont het verloop van het inwonertal (bron: INSEE-tellingen).